# Chinchiná
Chinchiná – miasto w Kolumbii, w departamencie Caldas.